# Никольцы (деревня)
Никольцы (бел. Міко́льцы) — деревня в Мядельском районе Минской области Белоруссии. В составе Мядельского сельсовета.

## География
Деревня расположена на берегу озера Мястро, в 5 км от районного центра Мяделя, на автомобильной дороге Нарочь — Мядель — Минск.

## История
В 1846 году деревня одноимённого имения Вилейского уезда Виленской губернии, владение И. Галки, 18 дворов, 113 жителей.

## Население

### Численность
- 2009 год — 104 жителей

### Динамика
- 1997 год — 79 дворов, 148 жителей
- 1999 год — 128 жителей
- 2009 год — 104 жителей

## Достопримечательность
- Памятник партизанам и партизанкам земли Нарочанской[2].

Памятник партизанам и партизанкам земли Нарочанской был сооружен в 1968 году и представляет собой бетонную стелу высотой 24 м, украшенную барельефом. Рядом с ведущими к ней ступенями высечены названия 19 партизанских отрядов, которые действовали в этих местах. Сражение одного из них с гитлеровскими войсками, которое произошло 27 марта 1944 года и завершилось победой, решено было увековечить путём создания мемориала. Ранее на этом месте стоял другой памятник – партизанам Вилейщины, так что это название изредка используется до сих пор.